# Coghlan
Coghlan è un quartiere della capitale argentina Buenos Aires. 

## Geografia
Ha una superficie di 1,30 km² e una popolazione di 19.177.
Il quartiere confina a nord con Saavedra ad est con Núñez, a sud con Belgrano, e ad ovest con Villa Urquiza. 

## Storia
Il quartiere sorse attorno alla stazione ferroviaria, aperta al traffico il 1º febbraio 1891 e dedicata all'irlandese John Coghlan, ingegnere della compagnia ferroviaria Ferrocarril Central Argentino.
Originariamente era abitato da immigrati irlandesi e inglesi. È stato ufficialmente classificato come barrio dal 1968; attualmente è conosciuto per le sue case in stile inglese.

## Cultura
- Centro Anna Frank

## Infrastrutture e trasporti
Coghlan è servita da una propria stazione posta lungo la linea suburbana Mitre.